# Charles McGinnis
Charles English McGinnis (ur. 4 października 1906 w Kansas City, zm. 29 kwietnia 1995 w Peorii) – amerykański lekkoatleta specjalizujący się w skoku o tyczce i skoku wzwyż, uczestnik letnich igrzysk olimpijskich w Amsterdamie (1928), brązowy medalista olimpijski w skoku o tyczce.

## Sukcesy sportowe
- mistrz Stanów Zjednoczonych w skoku wzwyż – 1928[1]

| Rok  | Miasto    | Zawody               | Konkurencja              | Wynik                    |
| ---- | --------- | -------------------- | ------------------------ | ------------------------ |
| 1928 | Amsterdam | Igrzyska olimpijskie | skok o tyczce skok wzwyż | brązowy medal 7. miejsce |

## Rekordy życiowe
- skok wzwyż – 1,956 (1927)
- skok o tyczce – 4,11 (1928)